# Эдвардс, Пол (режиссёр)
Пол А. Эдвардс (англ. Paul A. Edwards) — американский кинооператор и режиссёр. Он работал кинооператором различных массовых фильмов, а также был режиссёром нескольких эпизодов во многих сериалах, включая «Остаться в живых», «Грань», «Агенты Щ.И.Т.» и «Однажды в сказке».

## Частичная фильмография

### Оператор-постановщик
- Мастер / The Master (1989)
- Глаз незнакомца / Eye of the Stranger (1993)

### Видеооператор
- Бессмертные / The Immortals (1995)
- Вулкан / Volcano (1997)
- Лолита / Lolita (1997)
- Блэйд / Blade (1998)
- Враг государства / Enemy of the State (1998)
- Могучий Джо Янг / Mighty Joe Young (1998)
- Шанхайский полдень / Shanghai Noon (1999)
- Никки, дьявол-младший / Little Nicky (2000)
- Вне времени / Out of Time (2003)
- Застрял в тебе / Stuck on You (2003)
- Гнев / Man on Fire (2004)

### Режиссёр
- Остаться в живых / Lost (ТВ) (2004)
  - Что сделала Кейт / What Kate Did (2005)
  - Дорога для двоих / Two for the Road (2006)
  - Стеклянная балерина / The Glass Ballerina (2006)
  - Авиапочта / Par Avion (2007)
  - Отшельник / Cabin Fever (2008)
  - Остров смерти / This Place Is Death (2009)
  - Переменная / The Variable (2009)
  - Поступки Кейт / What Kate Does (2010)
  - Посылка / The Package (2010)
  - Ради чего они погибли / What They Died For (2010)
- Герои / Heroes
  - Кровные узы / Kindred (2007)
- Грань / Fringe
  - 1.02 История повторяется / The Same Old Story (2008)
  - 1.05 Прибытие / The Arrival (2008)
  - 2.05 Наука сна / Dream Logic (2009)
- Однажды в сказке / Once Upon a Time
  - 1.05 Этот тихий голос / Still That Small Voice (2011)
  - 1.19 Возвращение / The Return (2012)
  - 2.05 Доктор / The Doctor (2012)
- Агенты «Щ.И.Т.» / Agents of S.H.I.E.L.D.
  - 1.13 П. У.Т. И. / T.R.A.C.K.S. (2014)
- Готэм / Gotham
  - Маска / The Mask (2014)